# Karl Eberhard von Wächter
Karl Eberhard Wächter, ab 1806 von Wächter,  (* 23. November 1758 in Vaihingen an der Enz; † 24. Juli 1829 in Stuttgart) war ein deutscher Jurist, Beamter und Innenminister im Dienste des Königs von Württemberg.

## Abstammung
Karl Eberhard von Wächter entstammte einer  altwürttembergischen Beamtenfamilie. Er war der älteste Sohn des württembergischen Hof- und Finanzrats  Johann Eberhard von Wächter (1735–1807) und dessen Ehefrau Maria Regina Sigel (1733–1798). Karl Eberhards jüngerer Bruder Johann Eberhard Waechter (1762–1839) war der Vater des Politikers Karl Georg von Wächter. Ein weiterer Bruder von Karl Eberhard war Johann Friedrich von Wächter (1767–1840), der Vater des späteren Ministers Karl Freiherr von Waechter-Spittler.

## Leben
Nach dem Besuch des Gymnasiums in Stuttgart und einem Jurastudium an der Hohen Karlsschule trat Karl Eberhard von Wächter am 15. Dezember 1779 als Regierungssekretär in die Dienste Herzog Carl Eugens von Württemberg. Auf Grund seiner verschiedenen Veröffentlichungen promovierte ihn die Hohe Carlschule 1794 unmittelbar vor ihrer Auflösung zum Dr. jur. Im selben Jahr erfolgte seine Ernennung zum Regierungsrat und somit zum Mitglied des herzoglichen Geheimen Rates. 
Als im Jahre 1806 mit der Annahme der Königswürde durch Herzog und Kurfürst Friedrich und der Zusammenfassung der Gebiete Alt- und Neuwürttembergs eine Neuordnung der Regierung erfolgte, wurde Wächter als Rat in den Zweiten Senat des Zivilgerichtshofs beim Oberjustizkollegium versetzt. Am 22. Juni 1807 ernannte ihn der König zum Oberregierungsrat des Oberpolizeidepartements beim Innenministerium. Am 11. September 1807 erließ Wächter in dieser Funktion die Polizei-Verordnung gegen Vaganten und andere der öffentlichen Sicherheit gefährliche Personen. Seit 1810 arbeiteten er und weitere Beamte am Entwurf eines Strafgesetzbuches für das Königreich Württemberg. 1811 erfolgte seine Ernennung zum Staatsrat im Departement des Innern. Nach der Rückkehr des Königs vom Wiener Kongress erfolgte 1815 die Ernennung Wächters zu einem der königlichen Kommissare, die zusammen mit den Kommissaren der Ständeversammlung die Verhandlungen über den Entwurf einer Verfassung des Königreichs Württemberg führen sollten. Am 9. November 1816 ernannte ihn der neue König Wilhelm I. zum Mitglied im Geheimen Rat und zum vorläufigen Chef des Departements des Innern. Dies entsprach der Position eines Innenministers, die er bis zum 26. Februar 1817 ausübte. Wächter war federführend am 1817 vorgelegten Entwurf einer Verfassung beteiligt, dessen Annahme jedoch in der Versammlung der Stände scheiterte. Danach blieb er noch bis zu seiner Pensionierung im Sommer 1826 ein einflussreiches Mitglied des Geheimen Rats.
Dem Freimaurerbund schloss er sich um 1770 in Tübingen an. In Stuttgart gehörte er 1774 zu den Mitgründern der Loge Zu den drei Zedern. 

## Familie
Karl Eberhard von Wächter heiratete am 11. Januar 1787 Friederike Rosine Schüz (1766–1843), eine Tochter des verstorbenen Amtsschreibers von Maulbronn. Aus der Ehe entstammten drei  Kinder, die das Erwachsenenalter erreichten; zwei Söhne und eine Tochter.

## Ehrungen
- 1806 Ritterkreuz des Zivilverdienstordens
- 1812 Kommandeurkreuz des Zivilverdienstordens
- 1818 Kommenthurkreuz des Ordens der württembergischen Krone
- 1820 Verleihung des Prädikats Exzellenz

## Veröffentlichungen
- De modis tollendi pacta inter gentes, Stuttgart 1779.
- Über die Zuchthäuser und Zuchthausstrafen, Stuttgart 1786.
- Ueber die Concurrenz des Kirchenguts im Herzogthum Württemberg zu den Kriegslasten, insbesondere zur Tilgung des durch die neueste französische Kontribution entstandenen Schadens, Stuttgart 1798.